# Eptesicus taddeii
Eptesicus taddeii és una espècie de ratpenat de la família dels vespertiliònids. És endèmic de la Mata Atlàntica (Brasil. Aquesta espècie, descoberta fa poc, mesura un total de 120 mm. L'espècie més similar és E. brasiliensis, de la qual es distingeix pel seu aspecte més robust, color més vermellós, musell més gran i orelles més arrodonides.
El nom específic d'aquest ratpenat és en honor del zoòleg brasiler Valdir Antônio Taddei.